# Повзучість матеріалів

Схематичне зображення зростання видовження з часом при сталому напруженні

Повзучість (матеріалів) — явище необоротного зростання деформації твердого тіла з часом при сталому навантаженні. Повзучість пов'язана із пластичністю і особливо властива м'яким матеріалам на зразок полімерів. Деформація тіла, що виникає внаслідок повзучості, має незворотний характер.

## Загальний опис
Повзучість зростає з підвищенням температури, що необхідно враховувати при проектуванні машин і механізмів, призначених для роботи в умовах великих навантажень при високій температурі.
У вуглецевих сталях і чавуні повзучість починає проявлятись при температурах 300…400 °C, в легованих сталях при температурах, вищих за 500 °C. За порівняно невисоких температур повзуть легкі алюмінієві і магнієві сплави, які широко застосовуються в авіації. Повзучість властива також пластмасам, текстилеві, гумі, склу тощо. Для будівельників важливою проблемою є повзучість бетону, деревини, у гірничій механіці і геофізиці велике значення має повзучість гірських порід і льоду.
Повзучість також становить небезпеку для нормальної роботи важливих конструкцій. Наприклад лопатки і диски газових і парових турбін, які під час
роботи зазнають дії великих відцентрових сил і високих температур, поступово деформуються у радіальному напрямку, що може привести до вичерпування
зазору між лопаткою і корпусом турбіни, зруйнування лопатки і виходу з ладу турбіни.
Повзучість зумовлена різними повільними процесами, що можуть протікати в матеріалах: дифузією, переповзанням дислокацій тощо.
Вивченням повзучості а саме, процесів зміни у часі деформацій і напружень в тілах різної природи займається наука реологія. Класична область досліджень теорії повзучості — це деформації металів і сплавів при високих температурах.
Типова крива повзучості представлена на рис. Вертикальний відрізок до ε0 показує миттєву деформацію в момент прикладання навантаження; ділянка кривої «primary» дає зростання деформації у часі при сталому навантаженні і видно, що швидкість деформування, котра дорівнює похідній dε/dt, зменшується. Це ділянка неусталеної повзучості, після якої настає усталена повзучість із сталою швидкістю dε/dt=const (ділянка «secondary»), котра суттєво залежить від величини прикладеного напруження. Третя ділянка («tertiary») характеризується зростанням швидкості і завершується руйнуванням зразка.